# Spoordonk
Spoordonk – holenderska wieś w prowincji Brabancja Północna, w gminie Oirschot, leżąca między Oirschot a Moergestel. W styczniu 2006 roku Spoordonk liczyło 2015 mieszkańców.
Centralnym punktem Spoordonk jest kościół św. Bernadety z roku 1936, zaprojektowany przez architekta A.J.M. Ratsa. Inną charakterystyczną budowlą wsi jest położony na jej obrzeżach młyn wodny z XIX wieku. 